# جاكوب غودال
جاكوب غودال (بالإنجليزية: Jacob Goodall)‏ هو لاعب كرة قدم أمريكي، ولد في 30 أبريل 1997 في براندون ‏ في الولايات المتحدة.